# لوریس چوبانیان
لوریس چوبانیان (انگلیسی: Loris Ohannes Chobanian؛ زادهٔ ۱۷ آوریل ۱۹۳۳) گیتارنواز، رهبر (موسیقی)، و آهنگساز اهل ارمنستان است.

## زندگی‌نامه
وی در ۱۷ آوریل ۱۹۳۳ در موصل به دنیا آمد و در سال ۱۹۵۱ از کالج بغداد فارغ‌التحصیل شد. 